# Epilobium nivale
Epilobium nivale là một loài thực vật có hoa trong họ Anh thảo chiều. Loài này được Meyen mô tả khoa học đầu tiên năm 1843.